# Aristaios

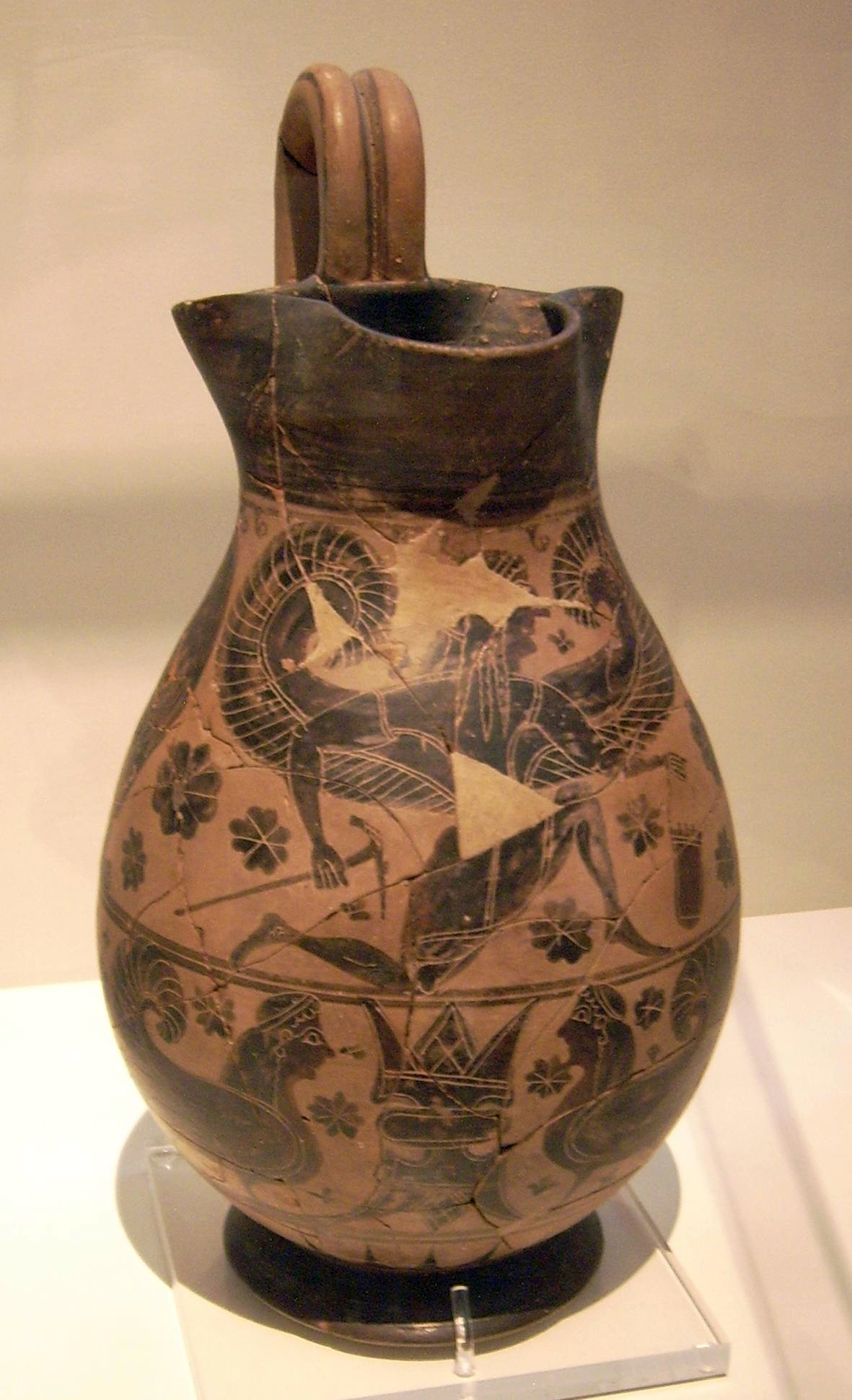
Geflügelter Aristaios mit Hacke und Honigkrug; Attisch-schwarzfigurige Olpe des Kerameikos-Malers, um 600. v. Chr.

Aristaios (altgriechisch Ἀρισταῖος Aristaíos, lateinisch Aristaeus) ist in der griechischen Mythologie  der Sohn des Gottes Apollon und der Nymphe Kyrene. Er war ein ländlicher Gott der Imkerei, des Olivenanbaus, der Schafzucht und der Jagd. Daher kommen auch seine zwei Beinamen Agreús (Ἀγρεύς ‚Jäger‘) und Nómios (Νόμιος ‚Hirte‘). Zudem war er wie sein Vater in der Heilkunst und Prophetie bewandert.

## Leben und Legenden
Nach der Geburt brachte Hermes den Neugeborenen zu den Horen und zu Gaia, die ihm Ambrosia auf die Lippen träufelten, wodurch er unsterblich wurde, „als ein reiner Zeus und Apollon“. Erzogen wurde er von den Musen, deren Herden er in Thessalien hütete. Sie lehrten ihn die Heilkunst und Prophetie. Honiggewinnung, Nutzung des Ölbaums und die Herstellung von Schafkäse lernte er dagegen von Nymphen.
Von seinem Geburtsort Kyrene ging Aristaios nach Theben, wo er Gatte der Autonoë wurde, der Tochter von Thebens König Kadmos. Ihre Söhne waren Aktaion, Charmos und Kallikarpos. Aktaion war wie seine Großmutter Kyrene ein leidenschaftlicher Jäger und wurde von seinen eigenen Jagdhunden zerfleischt, nachdem er den Zorn der Jagdgöttin Artemis erregt hatte.
Nach dem Tode seines Sohnes Aktaion wurde er von den Bewohnern der Insel Keos auf die Insel geholt, die unter einer Dürreperiode litten. Er errichtete dort dem Zeus Ikmaíos („der Befeuchtende“) einen Altar und brachte diesem und dem die Sommerhitze verursachenden Stern Maíra (Sirius) Opfer dar, worauf die Etesien aufkamen und die Sommerhitze milderten. Auf Keos lehrten ihn die Brisai-Nymphen die Imkerei und Herstellung von Olivenöl. Der keische Held Akontios stammte aus der Familie der Priester, die daraufhin alljährlich auf dem Gipfel der Insel Keos beim Aufgang des Sirius die von Aristaios eingeführten Opfer ausführten.
Später landete Aristaios in Sardinien und Sizilien, wo er den Menschen Kultur brachte, daher wird er auch Kulturbringer genannt. Danach fuhr Aristaios nach Thrakien, wo er sich in die Nymphe Eurydike verliebte, die Frau des Sängers Orpheus. Diese floh vor seinen Nachstellungen und trat dabei versehentlich auf eine Schlange, an deren Biss sie starb. Die Schwestern der Eurydike ließen darauf seine Bienen sterben. Auf Rat seiner Mutter Kyrene befragte er Proteus und erfuhr so den Grund des Bienensterbens, worauf er vier Stiere und vier Färsen am Grabe Eurydikes opferte und diese auf Anraten seiner Mutter liegen ließ. Am neunten Tage waren die verwesenden Tiere voller Bienen. Diese Sage zeigt, dass die alten Griechen glaubten, dass Bienen aus verwesendem Rinderfleisch entstehen können (Bugonie).
Vom Ende des Aristaios ist überliefert, er sei irgendwann ohne Anlass verschwunden. Es heißt, er habe eine Höhle betreten und sei dann für immer verschwunden, damit die Leute glauben sollten, er sei in die Göttlichkeit entrückt.

## Kult und Ikonographie
Aristaios war ein Gott der Landbevölkerung und wurde besonders in Kyrene, Arkadien und auf den Inseln Keos verehrt, wohl auch in Böotien. Auf Sizilien huldigten ihm vor allem die Ölbauern. Öfters wird er als Apollon Aristaios angerufen, auf Keos als Zeus Aristaios Ikmaios. Seine Beinamen Agreus und Nomios konnten auch dem Apollon beigelegt werden.
In archaischen Darstellungen wird er als geflügelter Jüngling mit Hacke, Öl- bzw. Honigkrug oder einem Getreidesack dargestellt. Die Flügel dürften auf die Sage mit den etesischen Winden anspielen, da die Söhne des Windgottes Boreas ebenfalls geflügelt dargestellt werden.